# بازگشت (فیلم ۱۹۷۹)
بازگشت (به کرواتی: Povratak) فیلمی کرواتی به کارگردانی آنتون وردولیاک محصول سال ۱۹۷۹ با بازی بوریس دوورنیک، فابیان شواگوویچ و راده شربجیا است.